# Rocky e Mugsy
Rocky e Mugsy sono due personaggi dei cartoni animati Looney Tunes e Merrie Melodies della Warner Bros., creati da Friz Freleng.
Rocky e Mugsy sono due gangster vestiti alla moda dei mafiosi degli anni venti. Rocky è basso, porta un cappello enorme che gli copre gli occhi, ed è il capo. È lui che pianifica i furti e che dice a Mugsy cosa deve fare. Mugsy è grande e grosso, ma irrimediabilmente tonto, fa tutto ciò che Rocky gli ordina ma non gli riesce mai a portare a termine un compito bene.
Di solito, il loro avversario è Bugs Bunny, ma si sono scontrati anche con Daffy Duck, Porky Pig, Silvestro e Titti.

## Storia
Friz Freleng si divertiva a creare nuovi avversari per Bugs Bunny perché si rendeva conto che i due già esistenti, Beaky Buzzard e Taddeo, erano troppo stupidi perché ci fosse una vera sfida tra loro e il coniglio, mentre Daffy Duck lo si è visto solamente intento a cercare di diventare come il coniglio  (fallendo sempre). Yosemite Sam, altro personaggio creato da Freleng, non si era ancora dimostrato in grado di soddisfare le intenzioni del suo autore, così Freleng inventò una coppia di gangster e li introdusse nel cartone del 1946 Racketeer Rabbit. Nel film, Bugs Bunny decide di trovarsi una nuova casa, ma quella che sceglie è sfortunatamente già occupata da una coppia di rapinatori di banche. I personaggi vengono chiamati Rocky (disegnato simile al gangster cinematografico Edward G. Robinson) e Hugo (che è una caricatura di Peter Lorre). Entrambi i gangster sono doppiati da Mel Blanc.
L'idea dei gangster sembrava buona, così Freleng li usò di nuovo nel corto Golden Yeggs del 1950. In questo cartone sono Porky Pig e Daffy Duck  che vanno a disturbare i gangster, ma stavolta Rocky non ha un solo tirapiedi con sé, bensì un'intera banda.
Freleng inoltre ridisegnò Rocky, facendolo assomigliare più alla caricatura del gangster-tipo, che a Robinson. Usò alcune delle tecniche che avevano fatto diventare Sam, l'altro cattivo, un personaggio così divertente: nonostante l'atteggiamento da gangster, sempre con il sigaro (o la sigaretta) e i ricercati vestiti da gangster, Rocky non è molto più che un nano con un cappello troppo grande.
Nel 1953 appaiono in Catty Cornered, in cui Rocky, spalleggiato da un complice massiccio e sempliciotto chiamato Nick, rapisce Titti. Quando Silvestro, che intende mangiarselo, libera l'uccello dalle grinfie dei cattivi, viene acclamato come un eroe.
Nel 1954, in Bugs and Thugs, appare finalmente Mugsy. Assomiglia fisicamente a Nick, ma ha meno capelli e anche meno cervello. I due appaiono in altri due cartoni di Freleng: Bugsy and Mugsy (1957) e The Unmentionables (1963). Mugsy inoltre appare, da solo, in un cameo in Napoleon Bunny-Part (1956) nel ruolo di una guardia di Napoleone Bonaparte e come rapinatore di banche in Satan's Waitin'.

## Filmografia
Tutti i corti sono stati diretti da Friz Freleng
- Le uova d'oro (Golden Yeggs, 1950) – solo Rocky
- Titti in gabbia (Catty Cornered, 1953) – solo Rocky
- L'investigatore privato (Bugs and Thugs, 1954)
- 12º Napoleone (Napoleon Bunny-Part, 1956) – solo Mugsy
- Giustizia è fatta (Bugsy and Mugsy, 1957)
- Gli innominabili (The Unmentionables, 1963)

## Altre apparizioni
Rocky e Mugsy appaiono nel merchandise dei Looney Tunes. Sono personaggi ricorrenti nei fumetti dei Looney Tunes e nel 2002 sono apparsi nel gioco per Xbox Loons: The Fight for Fame nel ruolo di cattivi. Anche in Bugs Bunny: Lost in Time i due sono dei boss degli anni trenta.
Appaiono in alcuni episodi de I misteri di Silvestro e Titti e Duck Dodgers, e in Space Jam fanno parte del pubblico che assiste alla partita di basket. Appaiono in alcuni camei anche nella serie The Looney Tunes Show e Looney Tunes Cartoons. Riappaiono nuovamente in un breve cameo in Space Jam: New Legends quando insieme a tutti gli altri personaggi, lasciano il mondo dei Looney Tunes per andare altrove.
Nel cartone Loonatics Unleashed, Stoney e Bugsy sono discendenti di Rock e Mugsy che hanno adottato Pinkster Pig, che è un discendente di Porky Pig.

### Parodie
Una parodia di Rocky e Mugsy viene fatta nell'episodio Un'estate diversa di South Park, in cui Nathan (Rocky) cerca continuamente di far capitare incidenti fatali a Jimmy Vulmer (Bugs Bunny), ma i suoi piani vanno sempre all'aria per colpa della stupidità di Mimsy (Mugsy).